# Конституционный референдум в Турции (2017)
Конституционный референдум 2017 года в Турции состоялся 16 апреля. На референдум был вынесен вопрос об одобрении 18 поправок к Конституции Турции, которые предусматривают переход от парламентской формы правления к президентской республике, отмену должности премьер-министра, увеличение числа депутатов парламента и реформирование Верховного совета судей и прокуроров.

## Предыстория
Идею о введении президентской системы предложил министр юстиции Джемил Чичек в 2005 году, тогда же она была поддержана премьер-министром Турции Реджепом Тайипом Эрдоганом. С тех пор лидеры Партии справедливости и развития открыто поддерживали переход к президентской республике. Предложения о реформе конституции были сформулированы и внесены в парламент Партией справедливости и развития после победы на выборах 2011 года. Для выработки текста новой конституции был создан межпартийный комитет, в котором были представлены все парламентские фракции на паритетной основе. Для утверждения конституции требовалась единогласная поддержка всех участников комитета. За более чем два года работы комитет согласовал около 60 статей новой конституции, однако разногласия по поводу вопроса разделения властей, полномочий президента, децентрализации, образования на родном языке и по первым четырём статьям действующей конституции, описывающим основы республики, привели к выходу правящей Партии справедливости и развития из комитета в ноябре 2013 года и к формальному его роспуску в декабре.
Предложения о переходе к президентской республике вошли в предвыборную программу Партии справедливости и развития на выборах в ноябре 2015 года, на которых ПСР получила 317 депутатских мандатов. Для вынесения конституционных поправок на референдум за них должны проголосовать не менее трёх пятых от общего числа депутатов (330 голосов).
В конце 2016 года парламентская Партия националистического движения, ранее не поддерживавшая отказа от парламентской формы правления, согласилась сотрудничать с правительством по вопросу реформы конституции. 10 декабря после достижения консенсуса между ПНД и ПСР по конституционной реформе текст поправок был передан в парламент. Комитет по конституционному законодательству парламента Турции окончательно одобрил законопроект 30 декабря 2016 года. В ночь с 20 на 21 января 2017 года депутаты парламента одобрили пакет из восемнадцати поправок к конституции. «За» проголосовали 339 парламентариев, в основном представляющих ПНД и ПСР, против выступили 142 депутата, в основном из Республиканской народной партии или независимые, пятеро проголосовали пустыми бюллетенями, два голоса признаны недействительными. Остальные депутаты в голосовании не участвовали, в том числе представители Партии демократии народов, бойкотировавшей голосование.

## Поправки
| Описание поправок к конституции | Описание поправок к конституции | Описание поправок к конституции |
| №                               | Статья                          | Описание изменений |
| ------------------------------- | ------------------------------- | --- |
| 1                               | 9                               | Обязательство нейтральности и беспристрастности судебной системы. |
| 2                               | 75                              | Увеличение количества членов парламента с 550 до 600. |
| 3                               | 76                              | Возрастной ценз для участия в качестве кандидата в выборах в парламент снижен с 25 до 18 лет, условие о необходимости прохождения военной службы отменено. Лица, имеющие отношение к вооружённым силам, лишены права баллотироваться на выборах. |
| 4                               | 77                              | Срок полномочий парламента увеличен с 4 до 5 лет. Парламентские и президентские выборы должны проводиться в один день раз в 5 лет. |
| 5                               | 87                              | Отменено право парламента допрашивать министров, призывать правительство к ответу, а также уполномочивать министров на издание указов по определённым вопросам. Для преодоления президентского вето парламент должен повторно принять законопроект абсолютным большинством голосов (301 голос). |
| 6                               | 98                              | Отменена обязанность министров устно отвечать на вопросы в парламенте. |
| 7                               | 101                             | Для выдвижения кандидатом в президенты гражданин должен заручиться поддержкой хотя бы одной партии, получившей на предыдущих парламентских выборах более 5 % голосов избирателей. Президент не обязан больше приостанавливать членство в политической партии. |
| 8                               | 104                             | Президент является главой государства и правительства с правом назначать и увольнять министров и вице-президентов. Президент имеет право организовывать референдумы. |
| 9                               | 105                             | Парламент может начать расследование в отношении возможного преступления президента, если за это проголосуют три пятых от общего числа депутатов. По результатам парламентского расследования парламент может потребовать рассмотрения дела против президента в Верховном суде, если за это проголосуют две трети депутатов. |
| 10                              | 106                             | Президент может назначить одного или нескольких вице-президентов. Если должность президента становится вакантной, то досрочные выборы должны быть проведены в течение 45 дней. Если срок полномочий парламента завершается менее чем через год после досрочных президентских выборов, то парламентские выборы переносятся и проводятся совместно с президентскими. Если срок полномочий парламента составляет больше года после досрочных президентских выборов, то парламент не распускается, и избранный президент работает до окончания срока полномочий парламента, после чего проводятся совместно парламентские и президентские выборы. Этот период пребывания в должности не засчитывается в качестве одного из двух разрешённых президентских сроков. |
| 11                              | 116                             | Президент и три пятых членов парламента могут принять решение о проведении досрочных выборов. При этом проводятся как президентские, так и парламентские досрочные выборы. |
| 12                              | 119                             | Право объявления чрезвычайного положения принадлежит президенту, но требует парламентского одобрения для начала действия. |
| 13                              | 142                             | Отменены военные суды. |
| 14                              | 159                             | Реформа Совета судей и прокуроров. Количество членов сокращено с 22 до 13. 4 члена назначаются президентом, 7 парламентом. Кандидаты для утверждения парламентом должны заручиться поддержкой двух третей депутатов (400) в первом туре и трёх пятых (360) во втором туре. Ещё два члена совета — это министр юстиции и его заместитель. Председателем Совета судей и прокуроров становится министр юстиции. |
| 15                              | 161                             | Президент представляет в парламент годовой бюджет не позднее, чем за 75 дней до начала фискального года. Члены бюджетной комиссии могут вносить изменения в бюджет, но члены парламента не могут вносить предложения об изменении государственных расходов. Если бюджет не принят, то предлагается временный бюджет. В случае отклонения временного бюджета применяется бюджет прошлого года. |
| 16                              | Несколько статей                | Адаптация ряда статей конституции к предложениям реформы. в частности перенос исполнительных полномочий от правительства к президенту. |
| 17                              | Временная статья 21             | Следующие парламентские и президентские выборы должны пройти 3 ноября 2019 года. Если парламент решит провести досрочные выборы, то совместно с ними должны пройти президентские выборы. Утверждение нового состава Совета судей и прокуроров должно пройти в течение 30 дней после утверждения этого закона. Военные суды отменяются с момента вступления этого закона в силу. |
| 18                              |                                 | Поправки (кроме временной статьи) вступят в силу после новых выборов. Положение о том, что президент должен приостанавливать членство в партии, будет отменено сразу же, как вступит в силу этот закон. |

Венецианская комиссия Совета Европы 10-11 марта 2017 года приняла доклад о поправках к конституции Турции. Комиссия заявила о том, что каждая страна имеет право самостоятельно выбирать форму правления между президентской, парламентской или смешанной системой. Однако независимо от выбора системы должны соблюдаться принципы верховенства закона и разделения властей. Поправки к конституции, вынесенные на референдум, не поддерживают логику разделения властей и могут привести лишь к формальной, а не к действительной независимости законодательной власти от исполнительной. Политическая ответственность президента ограничена только выборами, проходящими раз в пять лет. Особую обеспокоенность у Венецианской комиссии вызвали следующие положения конституционной реформы:
- президент будет осуществлять исполнительную власть один и обладать неограниченным правом назначать министров и других должностных лиц, основываясь на выработанных только им критериях.
- президент сможет назначать вице-президентов, один из которых, не обладая демократической легитимностью или одобрением парламента, будет исполнять обязанности президента в случае временной вакантности поста президента.
- возможность парламента призвать к ответственности президента, вице-президентов и министров будет ограничена только процедурой импичмента, который не является самым эффективным инструментом парламентского контроля.
- президенту будет предоставлена возможность распускать парламент по любым основаниям, что принципиально чуждо демократическим президентским системам, в этом случае должны быть организованы также досрочные президентские выборы. Этот способ решения политических проблем, по мнению комиссии, в лучшем случае является изжившим себя.
- у президента будет возможность получить третий мандат, если парламент примет решение о проведении досрочных выборов в течение его второго мандата. Это необоснованное исключение из ограничения двух президентских мандатов, предусмотренного в конституции Турции
- президент будет иметь широкие полномочия по изданию президентских указов без необходимости принятия закона, который можно было бы обжаловать в Конституционном суде. Хотя в принципе законы, принятые парламентом, будут преобладать над президентскими указами, предлагаемые поправки не вводят эффективные механизмы для обеспечения такого преобладания на практике.
- реформа Совета судей и прокуроров, порядок формирования которых в настоящее время отвечает международным стандартам. Шесть из тринадцати членов совета будут назначаться президентом. Отменено назначение членов совета самими судьями.

В свете вышесказанного Венецианская комиссия считает, что предлагаемые конституционные поправки введут в Турции президентский режим, в котором отсутствуют необходимые сдержки и противовесы. Упразднение военных судов и положение о том, что президентские чрезвычайные указы автоматически теряют свою силу, если они не одобрены Великим национальным собранием, не достаточны для изменения этого вывода.

## Избирательная система
Законодательство для проведения референдума в основном такое же, как и для проведения выборов. Однако в условиях чрезвычайного положения в стране, введённого после попытки государственного переворота в 2016 году, были приняты два декрета, затрагивающие такие аспекты процесса референдума, как беспристрастное освещение в средствах массовой информации кампании и регистрация избирателей за пределами страны. Поскольку парламент ещё не утвердил указы, они не могут быть обжалованы в Конституционном суде. За организацию избирательного процесса отвечает судебная. Помимо Высшего избирательного совета (ВИС), существует три нижних уровня избирательных комиссий: 81 провинциальный избирательный совет (ПИС), 1080 окружных избирательных советов (ОИС) и 174 512 участковых избирательных комиссий (УИК). ВИС является постоянным органом, который состоит из 11 членов, избираемых судьями Кассационного суда и Государственного совета из своего состава. Политические партии имеют право назначать членов без права голоса в избирательные комиссии, и все четыре парламентские партии представлены в ВИС. Со времени последних парламентских выборов восемь членов ВИС были заменены, все новые члены были выбраны вновь назначенными судьями: пять из-за истечения срока их полномочий, а трое из-за нахождения под арестом. Ряд чрезвычайных постановлений после попытки переворота привели к значительным заменам состава на всех уровнях избирательной администрации: 9 председателей ПИС были уволены, двое были помещены под стражу, 143 председателя ОИС были уволены, 67 были помещены под стражу. Более 500 сотрудников избирательных комиссий были также помещены под стражу.
ПИС состоят из трёх человек, председателем назначается старший судья в провинции. В состав ОИС входят два государственных служащих и четыре представителя политических партий. Председателем ОИС яяляется судья. УИК формируются для каждого избирательного процесса и состоят из председателя и шести членов: двух государственных служащих и пяти представителей политических партий. Впервые ВИС принял рекомендации для ОИС по применению требования «хорошей репутации» для отбора членов УИК. В некоторых провинциях на юго-востоке не менее 140 председателей, выдвинутых Партией демократии народов, были уволены из-за предполагаемой «плохой репутации».
Граждане старше 18 лет имеют право голоса, исключение составляют лица, проходящие службу по призыву, студенты военных ВУЗов и лица, находящиеся в тюрьме за умышленные преступления. Списки избирателей были окончательно доработаны 10 марта, в общей сложности зарегистрировано 58 291 898 избирателей, в том числе 2 972 676 за пределами страны.
Закон предусматривает определённые критерии на участие политических партий в официальной кампании референдума. 11 февраля ВИС объявил, что 10 из 95 зарегистрированных партий отвечают требованиям. Две партии, признанные не отвечающими требованиям, попытались обжаловать это решение. Из двух жалоб одна не была удовлетворена, а другая не получила никакого ответа. Одна из организаций гражданского общества, выступающая за кампанию «Нет», пыталась зарегистрироваться как политическая партия для получения прав на участие в официальной кампании. Подав документы на регистрацию 6 февраля, организация остаётся незарегистрированной. В ходе кампании политические партии информировали избирателей о поправках к конституции и их потенциальном воздействии на политическую жизнь страны. Кампания «Да» проводится правящей партией и поддерживается рядом ведущих государственных и общественных чиновников, включая президента. Кампания «Нет» проводится преимущественно основными оппозиционными партиями. БДИПЧ ОБСЕ отметило, что сторонники кампании «Нет» сталкиваются с запретами на проведение кампаний, полицейскими вмешательствами и жестокими потасовками на своих мероприятиях.
С июля 2016 года было закрыто в общей сложности 158 СМИ. Избирательное законодательство требует от СМИ беспристрастного освещения кампании, но один из чрезвычайных указов приостановил надзорную функцию ВИС за освещением кампании. Политическим партиям, получившим право на ведение официальной кампании, предоставляется бесплатный эфир в общественных средствах массовой информации, причем дополнительное время предоставляется правящей партии и президенту. Хотя политические партии, участвующие в официальной кампании, имеют право направлять в избирательные комиссии своих представителей без права голоса, закон не предусматривает возможность осуществления наблюдения за голосованием со стороны международных и гражданских организаций, а все заседания избирательных комиссий проводятся в закрытом режиме. Две организации гражданского общества обращались за аккредитацией на наблюдение за голосованием, но не были допущены. После попытки государственного переворота 1583 организации гражданского общества были распущены, в том числе по меньшей мере три, которые проводили наблюдение на последних выборах. Некоторые организации гражданского общества, которые наблюдали за предыдущими выборами, либо воздержались от наблюдения, либо существенно ограничили свои усилия из-за общей политической ситуации и ситуации в плане безопасности.

## Наблюдатели
Объединённая миссия наблюдателей БДИПЧ ОБСЕ и ПАСЕ в заявлении отметила, что прошедший референдум характеризовался неравенством участников избирательной кампании. Избирателям не была предоставлена объективная информация об основных аспектах реформы, а организации гражданского общества не были допущены к избирательному процессу. После введения чрезвычайного положения после неудавшейся попытки государственного переворота в июле 2016 года были урезаны основные свободы, необходимые для подлинно демократического процесса. Увольнение или задержание тысяч граждан, в том числе членов избирательных комиссий, отрицательно сказалось на политической обстановке. Преобладание в СМИ одной стороны и ограничения на средства массовой информации не позволили избирателям ознакомиться со всеми точками зрения на предлагаемую реформу. Избирательная администрация в целом справилась с технической стороной организации референдума. Однако работа избирательных комиссий не была прозрачной, так как заседания были закрыты для общественности и наблюдателей. Несмотря на ряд процедурных ошибок, подсчёт и подведение итогов, как правило, были положительно оценены наблюдателями. Высший избирательный совет в день референдума издал две инструкции, которые указывали считать бюллетени, неправильно отпечатанные в УИКах либо вовсе не имеющие печати, как действительные. Эти инструкции противоречили закону, в котором прямо указано, что такие бюллетени должны считаться недействительными. ВИС не смог оценить количество избирательных бюллетеней, затронутых этими инструкциями. Глава миссии ПАСЕ добавил, что в целом референдум не соответствовал стандартам Совета Европы.